# Chiesa di Santa Caterina (Cormons)
La chiesa di Santa Caterina, nota come santuario di Rosa Mistica è un edificio di culto cattolico situato in largo San Luigi Scrosoppi a Cormons, in provincia ed arcidiocesi di Gorizia.

## Storia
La costruzione del santuario iniziò nel 1750, quando andò ad ampliare una precedente chiesetta appartenuta ai frati domenicani, a seguito dei fatti miracolosi legati alla statua della Madonna presente al suo interno.
Attualmente il santuario è custodito dalle suore della Provvidenza di San Gaetano da Thiene.

## Descrizione
La facciata della chiesa presenta, nell'ordine inferiore, sei lesene su alti basamenti e il portale sormontato da un arco "a cappello di prete". In quello superiore il timpano, spezzato da due lesene, è affiancato, su entrambi i lati, da campanili ottagonali con cupolino a cipolla. L'interno è a navata unica con il presbiterio rialzato e due cappelle per gli altari laterali. Gli arredi risalgono al secoli XVIII-XX.

## Miracolo di Rosa Mistica

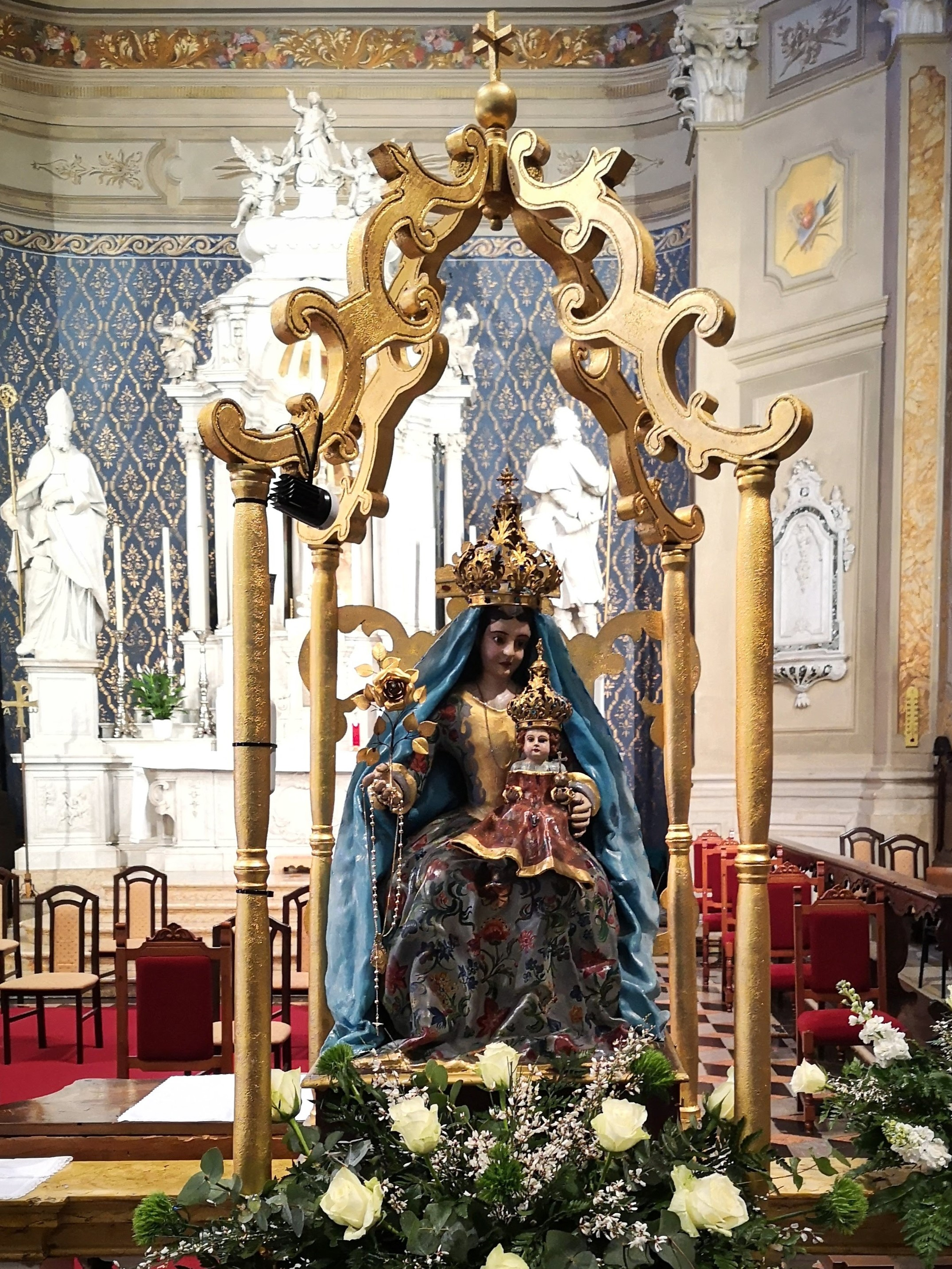
Statua di Rosa Mistica

Nel 1710 lo scultore Francesco Regola costruì la statua in legno e cartapesta che le era stata commissionata dalla nobile Orsola de Grotta per le sue alunne di catechismo. La nobile si lamentò perché la statua non era riuscita bene e lo scultore fu pronto a scusarsi dicendo “la si quieti, signorina, vedrà che la mia statua, con tutti i difetti che le vuole trovare, non andrà molto che farà miracoli”. La fondazione religiosa, istituita a Cormons da Orsola da Grotta, nel 1714 aveva acquistato, nel sito, una chiesetta già di proprietà dei Domenicani.
Il 15 gennaio 1737  la piccola statua di Rosa Mistica sudò e continuò a sudare per più di 15 giorni. Sorelle e sacerdoti asciugarono la statua con panni di lino che vengono ancora conservati come reliquie. Quella stessa sera la Madonna ridonò la salute a Leonardo Cochar, uomo di 79 anni, che lasciò ai piedi della Vergine le sue grucce per sempre. Accanto, un mendicate depose un soldino chiesto in elemosina ad una signora, il suo gesto inatteso fu seguito da tutti i presenti. Da quel momento grazie ed offerte furono continue.
Il 21 marzo dello stesso anno ci fu un altro segno prodigioso. Protagonista fu una bambina di nove anni devota a Maria, Mariannina Cipriani, davanti a lei la statua s’illuminò, il volto divenne più splendido del sole e dagli occhi uscirono come sprazzi di vivissima luce. La fanciulla fu inondata di dolcezza, la Vergine la guardò e le sorrise per due volte. Alla fine lo splendore cessò e la statua tornò come era in principio.